# 木野駅 (北海道)

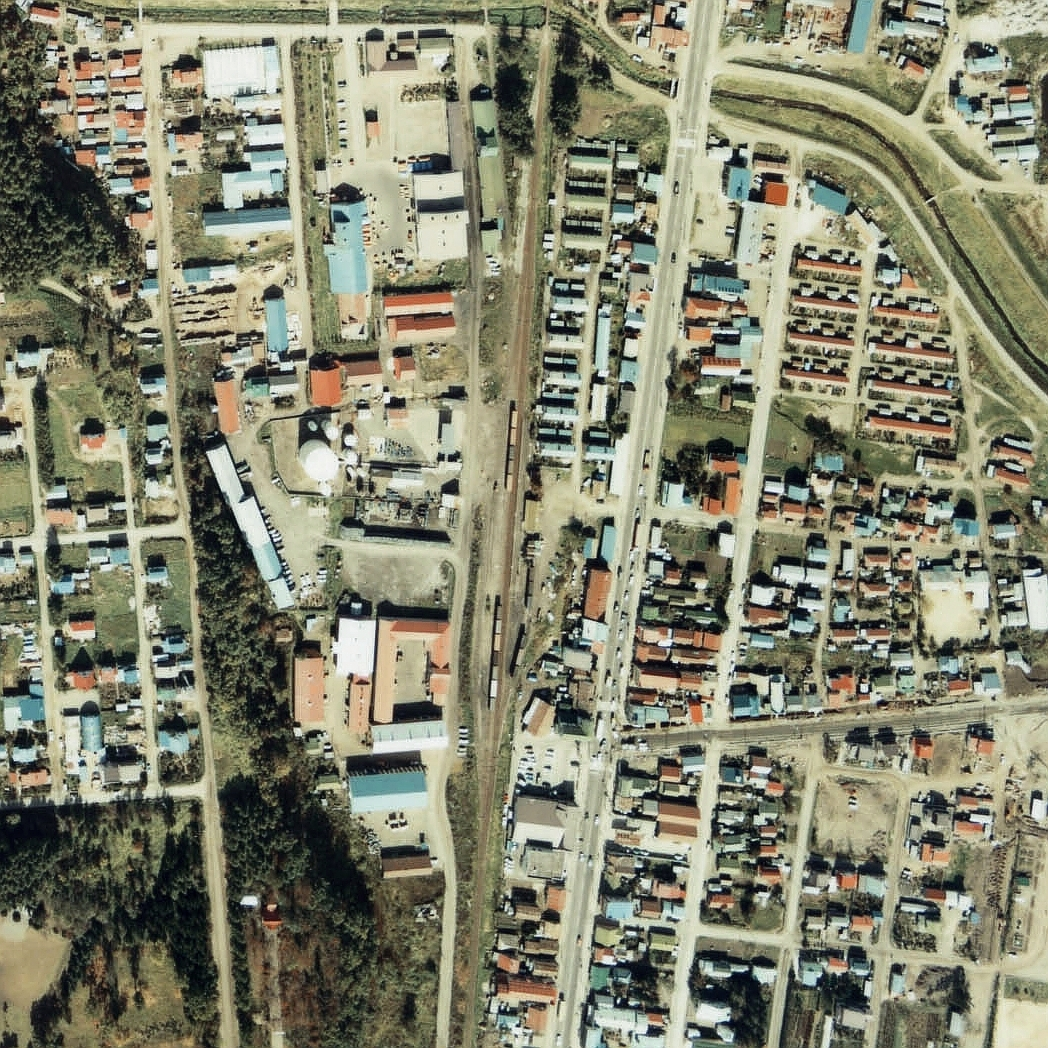
1977年の木野駅と周囲約500m範囲。上が士幌方面。

木野駅（きのえき）は、かつて北海道河東郡音更町木野大通西6丁目に存在した、日本国有鉄道（国鉄）士幌線の駅である。電報略号はキノ。事務管理コードは▲111401。

## 歴史
- 1925年（大正14年）12月10日 - 国有鉄道（士幌線）の駅として開業。一般駅[2]。
- 1960年（昭和35年）4月1日 - 業務委託化[3]。
- 1974年（昭和49年）10月1日 - 貨物の取り扱いを車扱貨物のみとする[2]。
- 1976年（昭和51年）11月20日 - 荷物の取り扱いを廃止[2]。
- 1982年（昭和57年）
  - 9月10日 - 貨物の取り扱いを車扱貨物から専用線発着車扱貨物のみとする[2]。
  - 11月15日 - 貨物の取り扱いを全面廃止[2]。
- 1987年（昭和62年）3月23日 - 士幌線の全線廃止に伴い、廃駅となる[2]。

### 駅名の由来
1896年（明治29年）に木野村甚太郎が同地に木野村組合殖民農場を開設し、その農場内に駅ができたことによる。

## 駅構造
廃止時点で、単式ホーム1面1線を持つ地上駅であった。かつては単式ホーム・島式ホーム複合型2面3線の交換駅で、他に駅裏に側線と帯広方から分岐し駅舎横への貨物積卸線を有していた。
これらは交換設備及び貨物取扱い廃止後に撤去され、駅舎側の単式ホーム前後の線路は転轍機の名残で湾曲していた。
ホームに接する駅舎は、駅構内の東側にあった。駅の西側には昭和石油の油槽所があり、そこへの専用線が駅から分岐していた。

## 駅周辺
駅の東側を国道241号が通り、駅の西側には木野農業協同組合の倉庫などがある。専用線が伸びていた油槽所はすでにない。
- 音更町役場木野支所
- 帯広警察署木野交番
- 木野郵便局
- 北洋銀行木野支店
- 帯広信用金庫木野支店
- 木野農業協同組合（JA木野）
- 十勝バス・北海道拓殖バス「木野農協前」停留所 - 士幌線代替、札幌方面都市間バスなど

## 駅跡
- 鉄道関連設備を撤去後、駐車場になっている。2014年（平成26年）10月に、近くの公園の遊歩道に駅跡を示す案内板が設置されており（音更駅・駒場駅・武儀駅跡と同仕様）、2018年（平成30年）7月においても同様であった。

## 隣の駅
日本国有鉄道
士幌線
帯広駅 - 木野駅 - 音更駅